# Фраза (музика)
фраза (енгл. и фран. phrase) је краћи заокружени одсек који се осећа као целовита мисао изложена у једном даху.
Фраза може бити краћа и дужа: једнотактни мотив (мада неки теоретичари и групу од два такта, двотакт, називају фраза), а може бити и осмотактна музичка реченица. 
Лук фразе сугерише да све тонове обухваћене луком у музичком тексту треба извести као једну фразу, тј. као једну смисаону целину (види нотни пример). Лук фразе се на дувачким инструментима и код певача изводи на један непрекинути дах, док код гудача на један потез гудала. 
Реч фраза је уско везана за фразирање, тј. за музицирање, а самим тим и за појам музичар-извођач-интерпретатор (певач, инструменталиста).